# Иван Пенев (офицер)
Иван Петров Пенев е български офицер, полковник от пехотата, офицер от Казанлъшка № 5 пеша дружина и адютант на щаба на Задбалканския корпус през Сръбско-българската война (1888), интендант на 1-ва армия през Балканската война (1912 – 1913), командир на Отделната бригада между двете войни.

## Биография
Иван Пенев е роден на 6 декември 1859 г. в Казанлък, Османска империя. На 12 декември 1878 г. постъпва във Софийското военно училище. На 10 май 1879 г. завършилия курса по 2-ри разряд Иван Пенев е произведен в чин прапоршчик. По-късно като роден в Южна България е назначен за на служба като ковчежник на Ескизагорска № 6 пеша дружина от Източнорумелийската милиция. На 9 юли 1881 г. е произведен в чин поручик. Във връзка с мобилизацията и защита на съединението на 7 септември 1885 г. е приведен в Казанлъшка № 5 пеша дружина. На 9 септември 1885 г. е произведен чин капитан. На 4 ноември 1885 г. е назначен за адютант на щаба на Задбалканския корпус. По-късно е адютант на Западния корпус, на която служба е до края на войната.
На 23 април 1887 г. е произведен в чин майор, а през 1892 в чин подполковник. На 22 февруари 1893 г. е назначен за командир на 13-и пехотен рилски полк, на която служба е до 12 януари 1903 г., което го прави най-дълго заемалият длъжността командир на полка. На 27 януари 1903 г. е уволнен от служба. През 1906 г. е произведен в чин полковник. По време на военната си кариера служи в 16-и пехотен ловчански полк и в Министерството на войната.
През Балканската война (1912 – 1913) е интендант на 1-ва армия. На 19 май 1913 г. при създаване на Отделната бригада е назначен за неин командир. На 30 май 1913 година в 65-и пехотен полк, който е част от бригадата избухва т.нар. Белоградчишки бунт, при който войници и подофицери умъртвяват командира на 2-ра дружина от полка капитан Симеон Вакъвчиев. Полковник Пенев разследва инцидента, но не открива виновниците. На следващия ден в 11 часа по обяд, поради „голямото огорчение“ от тези събития полковник Пенев се самоубива.

## Военни звания
- Прапоршчик (10 май 1879)
- Подпоручик (1 ноември 1879, преименуван)
- Поручик (9 юли 1881)
- Капитан (9 септември 1885)
- Майор (23 април 1887)
- Подполковник (1892)
- Полковник (1906)

## Образование
- Военно на Негово Княжеско Височество училище (12 декември 1878 – 10 май 1879)